# Vriesea pittieri
Vriesea pittieri är en gräsväxtart som beskrevs av Carl Christian Mez. Vriesea pittieri ingår i släktet Vriesea och familjen Bromeliaceae. Inga underarter finns listade i Catalogue of Life.